# Tomaž Razingar
Tomaž Razingar (Jesenice, 25 aprile 1979) è un ex hockeista su ghiaccio sloveno.

## Carriera
Nel corso della sua carriera ha indossato, tra le altre, le maglie di Acroni Jesenice, Newmarket Saints, Worcester Sharks, VHK Vsetín, HC TWK Innsbruck, EC VSV, HC Pustertal Wölfe, Ravensburg Towerstars e IF Troja/Ljungby.